# 용인미르스타디움
용인미르스타디움(龍仁미르스타디움, Yongin Mireu Stadium)은 대한민국 경기도 용인시에 있는 스포츠 시설이다.
삼가역 북서쪽에 있으며, 경기장 남쪽에는 서용인 나들목이 있다.
천연잔디 필드와 우레탄 트랙이 갖춰진 다목적 경기장으로, 노후화된 용인종합운동장을 대체하기 위해 건설되었다. 2010년 2월에 공사를 시작하여 2018년 1월 1일에 '용인시민체육공원'이라는 명칭으로 개장되었다. 이후 2020년 7월 1일에 '용인미르스타디움'으로 명칭이 변경되었다.
2024년 8월부터 수원월드컵경기장의 지반 공사에 따라 수원 삼성 블루윙즈가 임시 홈 구장으로 이용한다.

## 참고 문헌
- “용인미르스타디움”. 용인도시공사.[깨진 링크(과거 내용 찾기)]
- 《전국 공공체육 시설 현황 (2017년말 기준)》. 대한민국 문화체육관광부. 2019.
- 《2019년 전국 공공체육시설 현황 (2018년말 기준)》. 대한민국 문화체육관광부. 2020.
- 《2022년 전국 공공체육시설 현황 (2021년말 기준)》. 대한민국 문화체육관광부. 2023.
- 《2023 전국 공공체육시설 현황 (2022년 12월말 기준)》. 대한민국 문화체육관광부. 2024.

## 같이 보기
- 용인미르스타디움 보조경기장